# Kisbaja

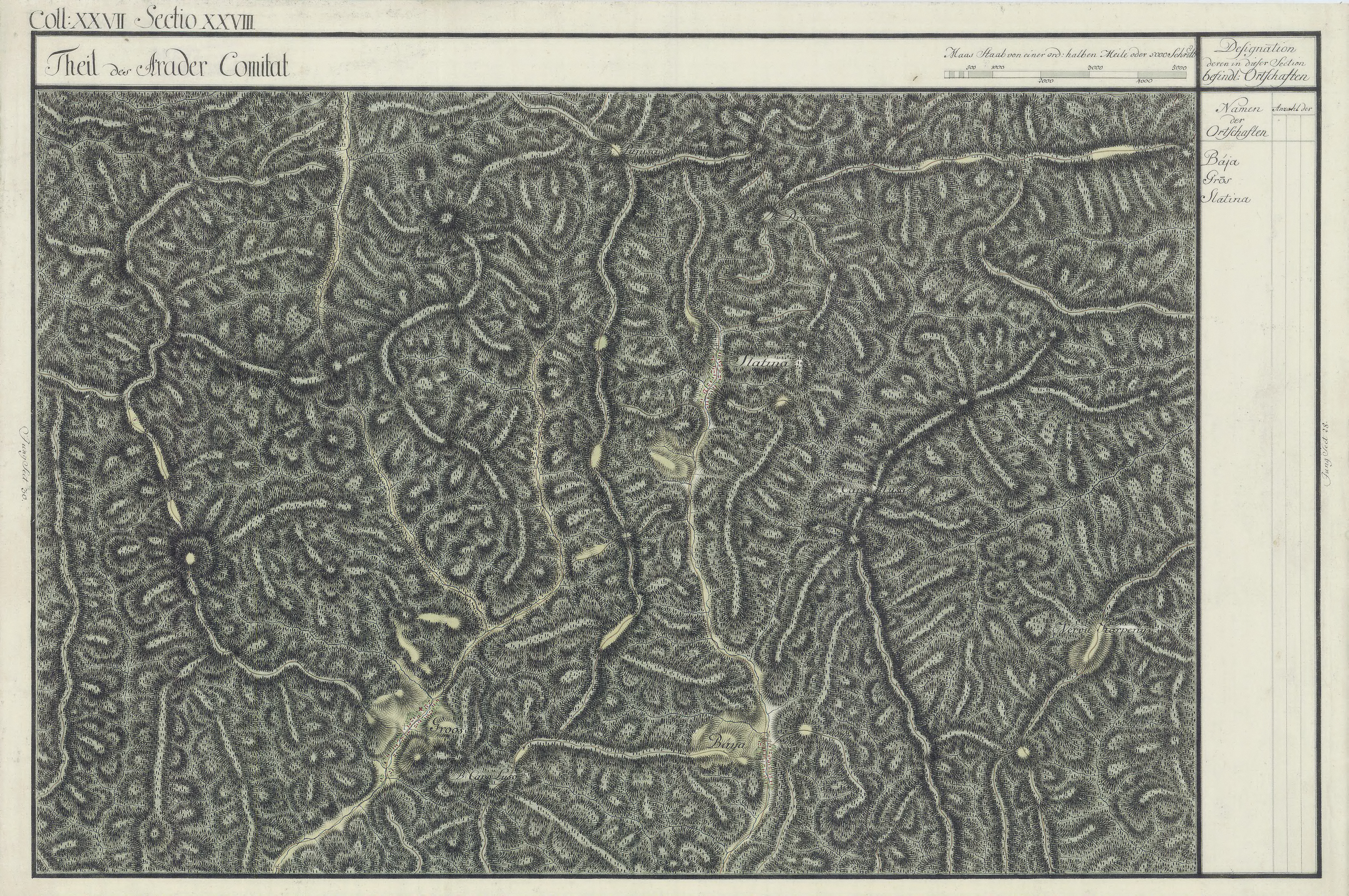
Kisbaja egy 1700-as évek végéről való térképen

Kisbaja (Baia) település Romániában, a Partiumban, Arad megyében.

## Fekvése
Tótváradtól keletre, a Szlatina partján, Gyulatő és Marosszlatina közt fekvő település. Környező települések: Mikószalatna, Farkasháza, Szarvaság, Gyulatő és Garassa. A falu egy völgykatlanban fekszik, magas hegyektől körülvéve. A falut egy patak szeli át, környező hegyei közül nevezetes az Omagu és Creminaru. Utóbbin tűzkő található.

## Története
Kisbaja, Baja nevét 1464-ben említette először oklevél Bajelesthfalva néven. Ekkor a Báthori-család birtoka volt. 1808-ban Bája, 1888-ban Baja, 1909-ben Baia, 1913-ban Kisbaja néven írták.
1479-ben Mátyás király Kislány és Nagylány községeket Rajkaynak és Czeczének adta.
Egykori birtokosai a Kászonyi-család volt, az 1900-as évek elején pedig kincstári birtok, a magyar királyi erdészeté volt.
Lakossága főleg földműveléssel és famegmunkálással foglalkozott, lakosai régebben híres abroncskészítők voltak. Jidovina nevű részében egy háromágú beomlott régi bánya volt, állítólag aranybánya.
1910-ben 624 lakosából 504 román, 20 magyar volt. Ebből 462 görögkeleti ortodox, 148 görögkatolikus volt.
A trianoni békeszerződés előtt Arad vármegye Máriaradnai járásához tartozott.